# Athiasella hami
Athiasella hami är en spindeldjursart som beskrevs av Wolfgang Karg 1993. Athiasella hami ingår i släktet Athiasella och familjen Ologamasidae. Inga underarter finns listade.